# Ariana DeBose
Ariana DeBose (ur. 25 stycznia 1991 w Wilmington) – amerykańska aktorka filmowa, teatralna i telewizyjna. Laureatka m.in. Oscara, nagrody Gildii Aktorów Ekranowych oraz nagrody BAFTA za drugoplanową rolę w filmie West Side Story (2021) Stevena Spielberga.

## Życiorys

### Wczesne życie i edukacja
Ariana DeBose urodziła się 25 stycznia 1991 w Wilmington na terenie stanu Karolina Północna. W młodości była wychowywana samotnie przez swoją matkę Ginę, która pracowała jako nauczycielka. W wieku trzech lat rozpoczęła naukę tańca, a po przeprowadzce do Raleigh zaczęła uczęszczać do szkoły artystycznej CC & Co. W 2009 rozpoczęła studia na Western Carolina University, jednak zrezygnowała z edukacji na rzecz wyjazdu do Nowego Jorku. 
DeBose jest osobą queer. W wieku trzynastu lat dokonała coming outu przed swoją matką, zaś w 2015 poinformowała dziadków. 

### Kariera

#### 2009–2017: Początki
W 2009 Ariana DeBose wzięła udział w programie tanecznym So You Think You Can Dance, pojawiając się w Top 20 najlepszych tancerzy. W tym samym roku artystka zagrała w operze mydlanej Tylko jedno życie oraz w spektaklu Hairspray. W 2011 zagrała swoją pierwszą większą rolę teatralną, wcielając się w postać Nautica w sztuce Bring It On: The Musical. W 2012 zagrała postać amerykańskiej piosenkarki Mary Wilson w musicalu Motown. W 2013 dołączyła do obsady musicalu Pippin, wcielając się w drugoplanową rolę. 
W 2015 roku DeBose opuściła Pippin, aby dołączyć do obsady musicalu Hamilton, który w tym samym roku przeniósł się na Broadway. W sztuce wcieliła się w rolę Bulliet, a współpracę z producentami zakończyła w 2016. Wspólnie z całą obsadą Hamiltona otrzymała swoją pierwsza nominację do nagród teatralnych, która była Chita Rivera Award. W 2016 DeBose zagrała gościnnie w serialu Zaprzysiężeni, a od listopada 2016 do sierpnia 2017 grała Jane w musicalu A Bronx Tale. 

#### Od 2017: Rozwój kariery i uznanie krytyków
W 2017 Ariana DeBose zagrała pierwszoplanową rolę w thrillerze dramatycznym Seaside. 28 marca 2018 miała miejsce premiera musicalu Summer: The Donna Summer Musical, w którym DeBose zagrała główną rolę. Aktorka otrzymała pozytywne recenzje swojej gry aktorskiej oraz została nominowana do nagrody Tony oraz Drama League Award, w kategorii najlepszej aktorki w musicalu. W 2020 doszło do premiery filmu Bal w reżyserii Ryana Murphy'ego, w którym w rolę Alyssy Greene wcieliła DeBose. W 2021 wystąpiła w parodii muzycznego serialu komediowego Schmigadoon!, a za występ otrzymała nominację do Hollywood Critics Association TV Awards. 
W 2019 poinformowano, że Ariana DeBose zagra rolę Anity w adaptacji filmu West Side Story. Premiera produkcji filmowej miała miejsce 10 grudnia 2021, a jednym z najlepiej ocenianych aspektów filmu była gra aktorska Ariany DeBose. Rola w filmie przyniosła DeBose uznanie w dziedzinie aktorstwa kinowego oraz dużą ilość nagród m.in.: Oscara, nagrodę BAFTA, Złotego Globa, Nagrodę Gildii Aktorów Ekranowych oraz Critics' Choice Movie Awards. Po zdobyciu Oscara w kategorii najlepszej aktorki drugoplanowej Debose stała się pierwszą Afro-Latynoską i pierwszą otwarcie queerową kolorową kobietą, która zdobyła tą statuetkę. Dodatkowo dzięki zwycięstwu po zwycięstwie Rity Moreno w 1962 roku w tej samej kategorii dla West Side Story (1961), sprawiła, że DeBose i Moreno jako trzecia para aktorów zdobyły Oscara za rolę tej samej postaci w różnych filmach.
W czerwcu 2022 Ariana DeBose była prowadzącą 75. ceremonii rozdania Nagród Tony. Pod koniec 2022 DeBose została uwzględniona na liście 100 najbardziej wpływowych osób na świecie według magazynu Time. W lutym 2023 wystąpiła na 76. ceremonii Brytyjskiej Akademii Filmowej.

## Filmografia
Filmy fabularne
| Rok  | Tytuł           | Rola          |
| ---- | --------------- | ------------- |
| 2011 | Company         | Ensemble      |
| 2018 | Seaside         | Daphne        |
| 2020 | Bal (The Prom)  | Alyssa Greene |
| 2021 | West Side Story | Anita         |

Telewizja
| Rok  | Tytuł                                | Rola                          |
| ---- | ------------------------------------ | ----------------------------- |
| 2009 | So You Think You Can Dance (sezon 6) | Ona sama (uczestnik programu) |
| 2016 | Zaprzysiężeni                        | Sophia Ortiz                  |
| 2022 | Human Resources                      | Danielle (głos)               |
| 2022 | Westworld                            | Maya                          |
| 2022 | Bąbelkowy świat gupików              | Lulu (głos)                   |

Teatr
| Rok       | Tytuł                            | Rola                               | Twórca                        |
| --------- | -------------------------------- | ---------------------------------- | ----------------------------- |
| 2011      | Hairspray                        | Little Inez                        | Marc Shaiman                  |
| 2011      | Company                          | Ensemble                           | Lonny Price                   |
| 2011–2012 | Bring It On: The Musical         | Danielle i Nautica                 | Tom Kitt i Lin-Manuel Miranda |
| 2013      | Motown: The Musical              | Ensemble, Mary Wilson i Diana Ross |                               |
| 2014      | Pippin                           | Zmienna                            | Stephen Schwartz              |
| 2015–2016 | Hamilton                         | Ensemble / Martha / The Bullet     | Lin-Manuel Miranda            |
| 2015      | Les Misérables                   | Eponina                            | Herbert Kretzmer              |
| 2016      | A Bronx Tale                     | Jane                               | Alan Menken                   |
| 2017–2018 | Summer: The Donna Summer Musical | Donna Summer                       |                               |